# Децим Јуније Брут
Децим Јуније Брут Албин (лат. Decimus Iunius Brutus Albinus; око 84. п. н. е. – 43. п. н. е.) је био римски војсковођа у време Римске републике и један од атентатора на Јулија Цезара. 
Са Цезаром судјелује у освајањима у Галији, а на његовој страни је и у другом грађанском рату. У тој улози блокира Масилију (Марсељ) и судјелује у двије поморске битке. Иако је Цезар показивао наклоност према њему и чак га означио као другог насљедника, Децим Брут судјелује у убиству Цезара са убјеђењем да брани римску слободу и републику.
Послије Цезарове смрти избија трећи грађански рат, а Децим је напуштен од своје војске и убијен по наредби Марка Антонија.